# Дешёвые слова
«Дешёвые слова» (англ. «Grimcrack & Bunkum») — пятый эпизод второго сезона телесериала канала HBO «Подпольная империя», и 17-й во всём сериале. Премьера эпизода состоялась 23 октября 2011 года. Сценарий был написан исполнительным продюсером Говардом Кордером, а режиссёром стал исполнительный продюсер Тим Ван Паттен.

## Сюжет
Наки выступает с речью в День памяти. Не предупредив заранее, он приглашает к микрофону Джимми, преследуя цель, опозорить его перед приглашенной публикой. Но Джимми, на удивление многих, отлично выступает с речью.
Наки добивается содействия у генерального прокурора США Гарри Догерти в его деле о фальсификации выборов. Он встречается с Торогудом, окружным прокурором по его делу. Торогуд, Догерти и Смит обрисовывают схему, по которой дело против Наки будет развалено в федеральном суде. Наки хочет гарантии, но не получает ни одной.
Ричард Хэрроу просматривает свои записки, прежде чем отправиться в лес. Он готовится совершить самоубийство, но ему мешает бродячая собака, которая крадёт у него маску. Ричард бежит за ней и встречает двух охотников, которые поняв, что он хотел сделать, кормят его и намекают, что в лесу нельзя совершать плохих поступков, в том числе таких, как самоубийство. После этого Ричард решает вернуться в Атлантик-Сити.
После того, как Джимми оскорбил Паркхёрст - один из богатых сторонников Коммодора, Джиллиан советует сыну, отомстить Паркхерсту но сделать это так, что все поняли, кто и за что это сделал. После этого Джимми и Ричард скальпируют старика Паркхёрста.
Илай приходит домой к Наки, сообщая ему о ситуации с Коммодором. Наки называет Илая предателем и требует, что бы тот извинился перед ним, стоя на коленях. Илай не хочет этого делать и они дерутся с Наки. После этого Илай напивается в своем гараже, в это время к нему прибегает взволнованный О'Нил, который узнал, что у Коммодора инсульт. Илай пытается успокоить О'Нила, который заявляет, что хочет выйти из общих сделок, они ругаются, и в порыве ссоры Илай убивает О'Нила. После чего, вывозит труп за город и закапывает возле камышей

## Реакция

### Реакция критиков
IGN дал эпизоду оценку 9 из 10, говоря, что "Самое лучшее в «Империи» тогда, когда она уравновешивает её толчки насилия с созерцательными моментами для её очень сложных персонажей. "Дешёвые слова" - в своих лучших проявлениях в «Империи»."

### Рейтинги
Эпизод посмотрели 2.691 миллионов зрителей.